# Provincia de Nyanga
La provincia de Nyanga es una de las nueve provincias de Gabón. La capital de la provincia es Tchibanga.
En 2013 tenía 52 854 habitantes.

## Límites
Se ubica en el suroeste del país y tiene los siguientes límites:
| Noroeste: Provincia de Ogooué-Maritime | Norte: Provincia de Ngounié       | Noreste: Provincia de Ngounié       |
| Oeste: Océano Atlántico                |                                   | Este: Niari, República del Congo    |
| Suroeste: Océano Atlántico             | Sur: Kouilou, República del Congo | Sureste: Niari, República del Congo |

## Subdivisiones
Nyanga se divide en 6 departamentos:
| Departamento | Chef-lieu        | Población (2013) |
| ------------ | ---------------- | ---------------- |
| Mougoutsi    | Tchibanga        | 31 789           |
| Basse-Banio  | Mayumba          | 7192             |
| Douigny      | Moabi            | 5235             |
| Doutsila     | Mabanda          | 4623             |
| Haute-Banio  | Ndindi           | 1413             |
| Mongo        | Moulengui-Bindza | 2602             |